# Hesionides bengalensis
Hesionides bengalensis är en ringmaskart som beskrevs av Westheide 1992. Hesionides bengalensis ingår i släktet Hesionides och familjen Hesionidae. Inga underarter finns listade i Catalogue of Life.